# Tăng trưởng rừng

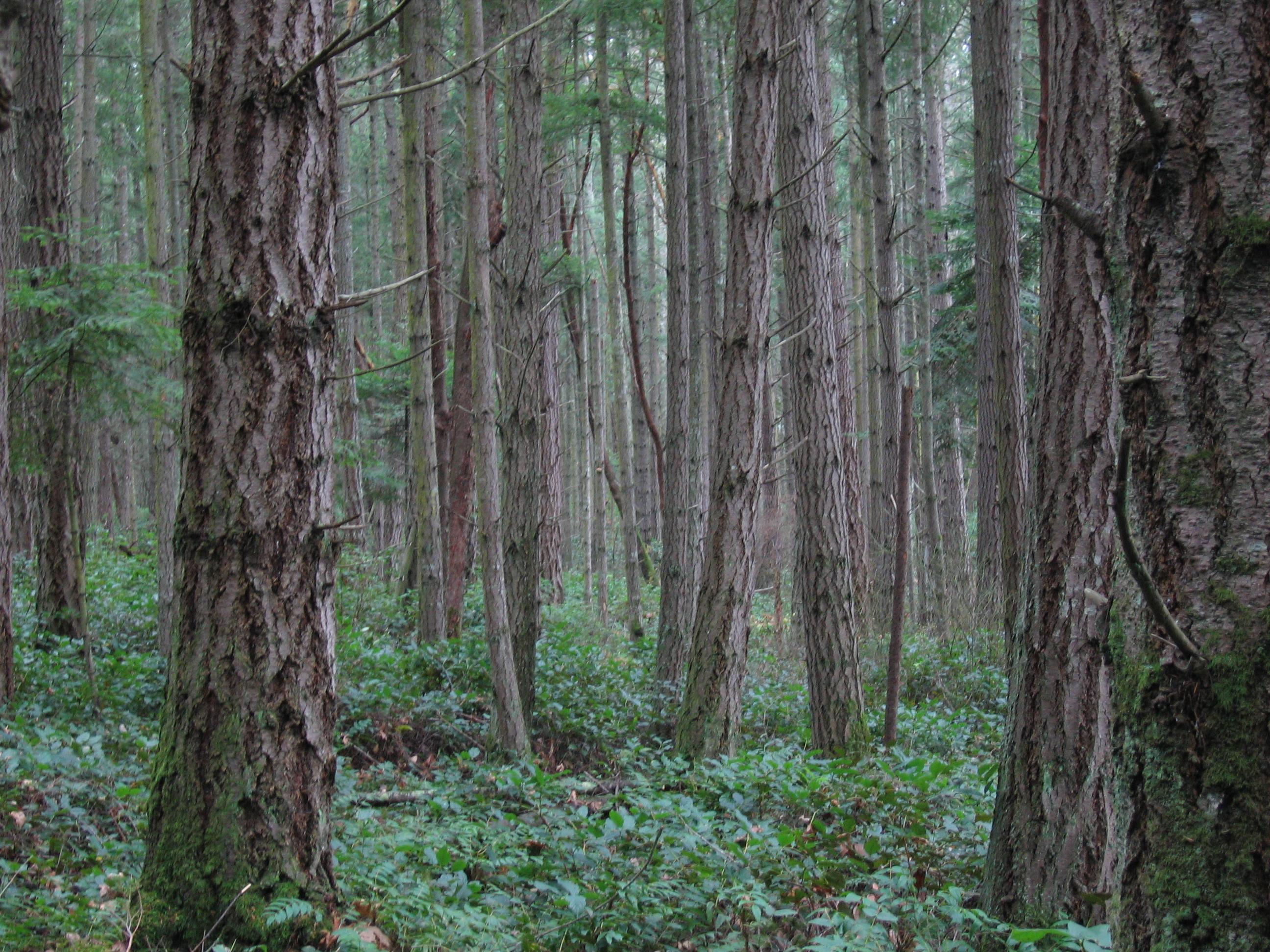
Tăng trưởng rừng trồng

Tăng trưởng rừng là kết quả của hai quá trình trái ngược nhau: quá trình tăng trưởng của những cây rừng đang sống và quá trình tỉa thưa tự nhiên, những cây chết vì già cỗi. Trong giai đoạn đầu, lượng tăng trưởng của rừng còn mạnh, xu hướng phát triển là tích lũy sinh khối. Đến giai đoạn rừng già, sức sinh trưởng của cây rừng đã yếu, những cây già cỗi chết đi.

## Thang đánh giá
Để đánh giá tăng trưởng của rừng, chủ yếu người ta dựa vào đánh giá tăng trưởng của cây rừng. Nếu có hiện tượng tỉa thưa tự nhiên thì trị số tăng trưởng của cây rừng sẽ âm (như vậy đánh giá tăng trưởng của cây rừng sẽ phản ánh khá trung thực tăng trưởng của lâm phần). Nếu tạm phân mức tăng trưởng của các loài cây sống ở rừng tự nhiên sẽ chia làm 4 cấp:
- Tăng trưởng rất chậm: Tăng trưởng đường kính bé hơn 0.3 cm/ năm.
- Tăng trưởng chậm: Tăng trưởng đường kính nằm trong khoảng (0.3-0.5) cm/năm.
- Tăng trưởng trung bình: Tăng trưởng đường kính nằm trong khoảng (0.6-0.8) cm/năm.
- Tăng trưởng nhanh: Tăng trưởng đường kính lớn hơn 0.8 cm/năm.

## Ý nghĩa
- Trong kinh doanh lâm nghiệp, đánh giá tăng trưởng rừng giúp người kinh doang nắm được trữ lượng lâm phần, có các biện pháp kỹ thuật lâm sinh tác động thích hợp.
- Đánh giá tăng trưởng rừng còn giúp chúng ta xây dựng được các mẫu rừng chuẩn tự nhiên của các vùng sinh thái. Trên cơ sở này chúng ta có thể xác định thời gian và số lần chặt nuôi dưỡng cũng như luân kỳ khai thác rừng cho từng vùng riêng.

## Tăng trưởng rừng ở Việt nam
Đa số rừng ở Việt nam ta có tổ thành từ những cây sinh trưởng chậm và trung bình. Đó là lý do chính giải thích năng suất rừng tự nhiên của Việt nam thấp. Theo nhiều nghiên cứu của viện điều tra và quy hoạch rừng, viện khoa học lâm nghiệp, thì tăng trưởng rừng tự nhiên ở Việt nam khoảng 2–4 m³/ha/năm, được cho là chậm.